# マキキ

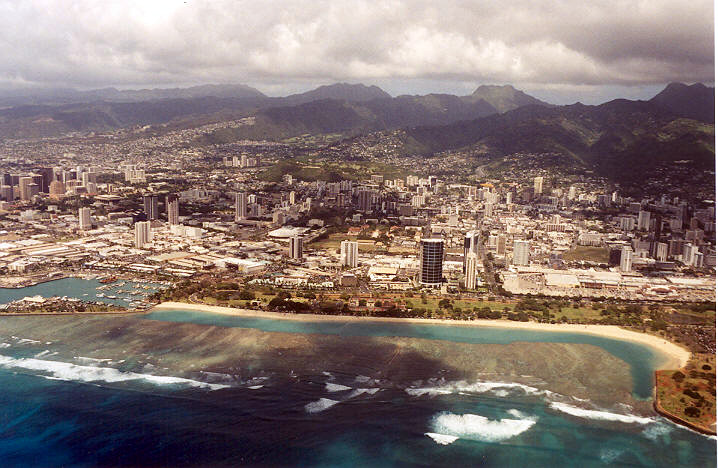
マキキはダウンタウンからマノアやワイキキに及び、北はマキキの丘やマキキの谷、南はアラモアナに囲まれている。

マキキ（ハワイ語: Makiki）はアメリカ合衆国ハワイ州ホノルルにある地域で、ダウンタウン（Downtown Honolulu）の北東に位置する。その領域は東西にプナホウ通りからペンサコラ通りまで、北はタンタラスの丘を走るラウンド・トップ・ドライブ/マキキ・ハイツ・ドライブから南にはルナリロ・ハイウェイ周辺まで及ぶ。死火山であるパンチボウル・クレーター（Punchbowl Crater）やタンタラスの丘からはマキキを一望することができる。

## 地域の構成
当地域は主に古い家屋やアパート、脇道などで構成されている。大きな通りとしてはプナホウ通り、ペンサコラ通り、ピイコイ通り、ネホア通り、ワイルダー通りがある。この地域には消防署、病院、公立学校、プナホウ・スクールを含む私立校、さまざまな宗派のいくつかの教会、図書館、コミュニティーセンター、市場、公園もある。谷山には州が所有する公用の登山道があり、そのほとんどは整備されていない。環境保護NPOであるハワイ・ネイチャー・センターが小さな不動産を所有しており、地元の生徒に環境保護教育や働く機会を提供するために利用している。
「フイ・オ・マキキ」(Hui o Makiki)と「フレンズ・オブ・マキキ」(Friends of Makiki)の二つの組織はマキキ地域の教育・文化・レクレーション・社会サービスについての情報やイベントカレンダーを地域に提供するために、ともに活動している。

## 歴史
プナホウ・スクールは宣教師の子弟を教育するために1842年7月11日に開設された。開設にあたって統治者ボキからカプナホウ泉近くの200エーカーの土地が供与された。マキキにはドール・ストリート近くに砂糖王クラウス・スプレッケルス（Claus Spreckels）のビクトリア朝様式の豪邸もある。この建物はのちに改装されセントルイス同窓生会館（St. Louis Alumni Clubhouse）となった。また、ハワイ王国の第6代国王ルナリロの支援のもとで「困った者、貧しい者、弱った者、そして高齢のハワイアン及びその血を引くもの。特に高齢者」のための「ルナリロ・ホーム」が開設された。
そして、ベレタニア通りとプナホウ通り沿いにセントラル・ユニオン教会が1922年12月2日に着工し、1924年に完成した。この場所は以前ディリンガム家に属した土地であった。

## 著名な住民
- バラク・オバマはマキキのプナホウ通り沿いにあるカピオラニ・メディカル・センター（Kapi'olani Medical Center for Women & Children）で誕生し、プナホウスクールに通いながら少年期・青年期の多くをマキキで過ごした。彼の母方の祖父母であるスタンリー・アーマー（Stanley Armour）とマデリン・ダンハム（Madelyn Dunham）はマキキにアパートを借り、彼は少年期のほとんどをそこで過ごした。
- フィリピンの大統領であったフェルディナンド・マルコスと妻イメルダ・マルコスは1986年のエドゥサ革命によって亡命したのち、ここに住んだ。
- R&Bシンガーのブルーノ・マーズは当地のセオドア・ルーズベルト高校（President Theodore Roosevelt High School）の出身である。
- ハワイ州選出のアメリカ合衆国上院議員であるブライアン・シャッツはこの区域に居住している。